# Sibylla (snabbmatskedja)
Sibylla är en svensk snabbmatskedja som drivs av Nordic Fast Food AB (NFF). Nordic Fast Food ägs gemensamt av franchisetagarna och varumärkesägaren Atria Concept, ett dotterbolag till livsmedelsföretaget Atria Sweden.

## Historia
Sibyllas ursprung ligger i 1930-talets lågkonjunktur då korvtillverkaren Daniel Lithell, son till korvtillverkaren Lithells grundare Oscar Lithell, sökte nya vägar att sälja korv på. Han kom fram till att korvförsäljare med små vagnar skulle kunna öka försäljningen. Namnet på korven, Sibylla, utsågs i en tävling och stammade från den då populäre arvprinsen Gustaf Adolfs hustru, Sibylla. Under 1950-talet lanserades hamburgaren i Sibyllas gatukök, och gick till en början under namnet burgare. Sveriges första Sibylla-restaurang var Deiles korvkiosk, som startades av Lars Deile 1960 i Örebro.